# Пелас, Жеральдин
Жеральди́н Пела́с (фр. Géraldine Pailhas; 8 января 1971, Марсель, Буш-дю-Рон, Франция) — французская актриса.

## Биография
Жеральдин Пелас родилась 8 января 1971 года в Марселе (департамент Буш-дю-Рон, Франция).

## Карьера
Жеральдин дебютировала в кино в 1988 году, сыграв роль танцовщицы в фильме «Три места для 26». В 1995 году Пелас сыграла роль Доньи Аны в фильме «Дон Жуан де Марко». Всего она сыграла более чем в 40 фильмах и телесериалах.

## Личная жизнь
Жеральдин замужем за актёром и режиссёром Кристофером Томпсоном (род. 1966). У супругов есть две дочери — Мэделин Томпсон (род. 1999) и Маргерит Томпсон (род. 2001).

## Частичная фильмография
| Год       |    | Русское название                   | Оригинальное название     | Роль             |
| --------- | -- | ---------------------------------- | ------------------------- | ---------------- |
| 1994      | ф  | Апартаменты 16                     | Suite 16                  | Элен             |
| 1994      | ф  | Дон Жуан де Марко                  | Don Juan DeMarco          | донна Анна       |
| 1996      | ф  | Возможно                           | Peut-être                 | Люси             |
| 2001      | ф  | Палата для офицеров                | La chambre des officiers  | Клеманс          |
| 2002      | ф  | Соперник                           | L'adversaire              | Кристин Фор      |
| 2004      | ф  | 5×2                                | 5×2                       | Валери           |
| 2004      | ф  | Вернувшиеся                        | Les revenants             | Рашель           |
| 2005      | ф  | Рыцари неба                        | Les Chevaliers du ciel    | Маэль Кост       |
| 2013      | ф  | Молода и прекрасна                 | Jeune et Jolie            | Сильви           |
| 2016—2017 | с  | Марсель                            | Marseille                 | Рашель Таро      |
| 2021      | ф  | Всё прошло хорошо                  | Tout s'est bien passé     | Паскаль          |
| 2025      | мф | Великолепная жизнь Марселя Паньоля | Marcel et Monsieur Pagnol | Августин Паньоль |

## Награды и номинации
Полный список наград и номинаций на сайте IMDb.
| Награды и номинации | Награды и номинации | Награды и номинации          | Награды и номинации | Награды и номинации |
| Год                 | Награда             | Категория                    | Фильм               | Результат           |
| ------------------- | ------------------- | ---------------------------- | ------------------- | ------------------- |
| 1992                | Премия «Сезар»      | Самая многообещающая актриса | Снег и пламя        | Победа              |
| 2004                | Премия «Сезар»      | Лучшая актриса второго плана | Цена жизни          | Номинация           |
| 2014                | Премия «Сезар»      | Лучшая актриса второго плана | Молода и прекрасна  | Номинация           |